# Ecitophora collegiana
Ecitophora collegiana är en tvåvingeart som beskrevs av Borgmeier 1924. Ecitophora collegiana ingår i släktet Ecitophora och familjen puckelflugor. Inga underarter finns listade i Catalogue of Life.